# Ted Fritsch
Theodore Edward Fritsch, detto Ted (Spencer, 31 ottobre 1920 – Green Bay, 4 ottobre 1979), è stato un giocatore di football americano, cestista e giocatore di baseball statunitense, professionista nella NFL e nella NBL.

## Biografia
Fritsch giocò con i Green Bay Packers della NFL dal 1942 al 1950. Con essi vinse un titolo nel 1944 quando, in finale al Polo Grounds contro i New York Giants, segnò entrambi i touchdown della sua squadra, uno dopo una corsa da una yard e uno su passaggio da 28 yard del quarterback Irv Comp. Suo figlio, Ted Fritsch, Jr., giocò anch'egli nella NFL negli anni settanta. Fritsch morì nel 1979 a causa di un arresto cardiaco.

## Palmarès

### Franchigia
1
Green Bay Packers: 1944

### Individuale
- Green Bay Packers Hall of Fame